# 남원시의 향토문화유산
남원시의 향토문화유산은  문화재보호법 제2조제1항에 열거된 유형으로서 동법 제2조제2항에 의한 지정문화재가 아닌 것 중 보존·보호·관리할 가치가 있는 유형·무형·기념물·민속자료 등의 문화유산을 말한다.

## 지정 목록

#### 유형
| 번호 | 그림 | 명칭                           | 소재지                                | 소유자(관리단체)      | 지정                 | 비고 |
| ---- | ---- | ------------------------------ | ------------------------------------- | --------------------- | -------------------- | ---- |
| 1호  |      | 남원 박형기 가옥               | 전북 남원시 수지면 호곡리 270-1       | 박형기                | 2021년 1월 15일 지정 |      |
| 2호  |      | 남원 양사재                    | 전북 남원시 왕정동 532-1              | 남원위성조합          | 2021년 1월 15일 지정 |      |
| 3호  |      | 남원 신촌동 석조약사여래좌상   | 전북 남원시 신촌동 산20               | 주식회사 대찬산업개발 | 2021년 1월 15일 지정 |      |
| 4호  |      | 남원 신파리 석조여래입상       | 전북 남원시 보절면 신파리 산142       | 순흥안씨 신흥종중     | 2021년 1월 15일 지정 |      |
| 5호  |      | 순흥안씨 사제당 문중 소장 목판 | 전북 남원시 영사정길 36(택내리 740-1) | 순흥안씨 사제당 문중  | 2021년 11월 5일 지정 |      |
| 6호  |      | 남원 호기리 마애여래좌상       | 전북 남원시 주천면 호기리 639         | 국유                  | 2021년 11월 5일 지정 |      |
| 7호  |      | 남원 유암리 석조여래입상       | 전북 남원시 수지면 유암리 산56        | 하금옥                | 2021년 11월 5일 지정 |      |
| 8호  |      | 남원 사석리 마애여래좌상       | 전북 남원시 대강면 사석리 산181-1     | 광산김씨 충순공파문중 | 2021년 11월 5일 지정 |      |
| 9호  |      | 남원 동북교회 선교종           | 전북 남원시 봉당길 13-6 (동충동 237)  | 동북교회              | 2023년 2월 3일 지정  |      |

#### 무형
| 번호 | 그림 | 명칭     | 소재지                    | 소유자(관리단체) | 지정                 | 비고 |
| ---- | ---- | -------- | ------------------------- | ---------------- | -------------------- | ---- |
| 1호  |      | 용담검무 | 전북 남원시 용성로 204-10 | 보유자(장효선)   | 2021년 11월 5일 지정 |      |

## 참고 문헌
- 남원시 홈페이지 - 고시/공고